# Zweinstein: een incomplete en onbetrouwbare gids
Zweinstein: een incomplete en onbetrouwbare gids (Engels: Hogwarts: An Incomplete and Unreliable Guide) is een boek geschreven door de Britse schrijfster J.K. Rowling. Het boek werd op 6 september 2016 uitgebracht, samen met Korte verhalen van Zweinstein: heldenmoed, hartenleed en hachelijke hobby's en Korte verhalen van Zweinstein: macht, politiek en kakelende klopgeesten. De drie boeken werden uitsluitend als e-boek uitgebracht.
In Zweinstein: een incomplete en onbetrouwbare gids worden verschillende onderwerpen besproken alsof het een soort encyclopedie is. Het boek bestaat uit zes hoofdstukken, en geeft meer achtergrondinformatie over onder andere perron negen en driekwart, de Zweinsteinexpres, de sorteerhoed en de school Zweinstein.